# Iglesia de Santa María de Arbas
La iglesia de Santa María de Arbas situada en Mayorga (Provincia de Valladolid, España) es uno de los mejores exponentes de arte mudéjar en la zona de Tierra de Campos. 

## Descripción
Construido en el siglo XVI a base de mampostería y ladrillo con ábside semicircular hecho en tapial y torre de base cuadrada. 
Al interior se accede a través de un arco de herradura apuntado y donde destacan las armaduras de par y nudillo apeinazada y de lacería policromada sobre ochavas, y el arrocabe de yeserías de la capilla de los Villagómez, de tipo sevillano y granadino, en el que aparecen arcos de herradura, lobulados y mixtilíneos, junto a escudos de los patronos y de los diversos reinos de España, cartelas, paños de losanges, lacillos de 12 y una inscripción fechada en 1422. 
Se conservan dos retablos del siglo XVIII y otros de estilo rococó y las esculturas de San Antón y San Roque. Ha sido restaurada durante la última década, aunque está a la espera de una nueva obra definitiva.
Actualmente, está considerada como BIC (Bien de Interés Cultural) (fue declarada Monumento histórico-artístico perteneciente al Tesoro Artístico Nacional mediante decreto de 3 de junio de 1931).